# St. Georg (Kulm)

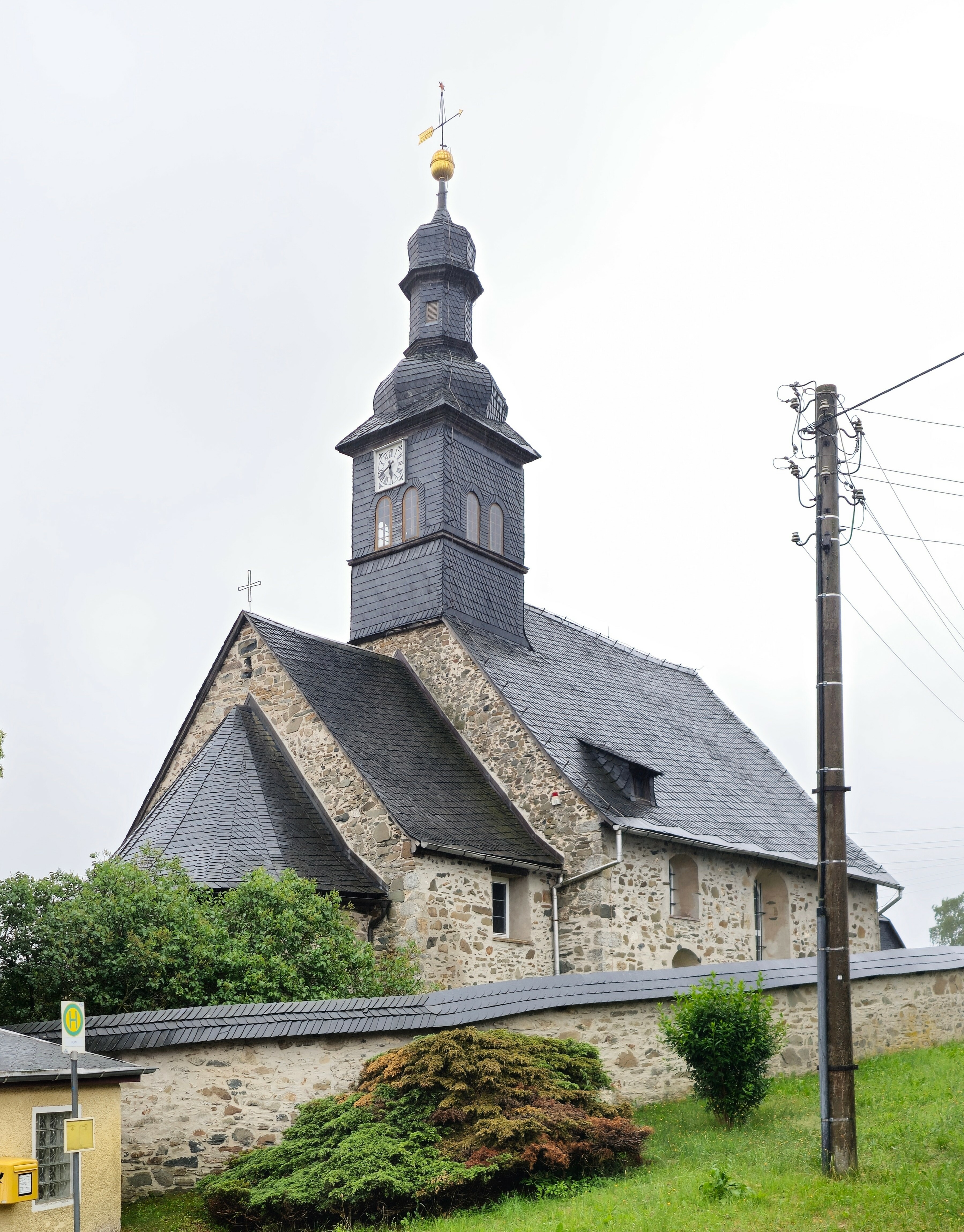
St. Georg Kulm

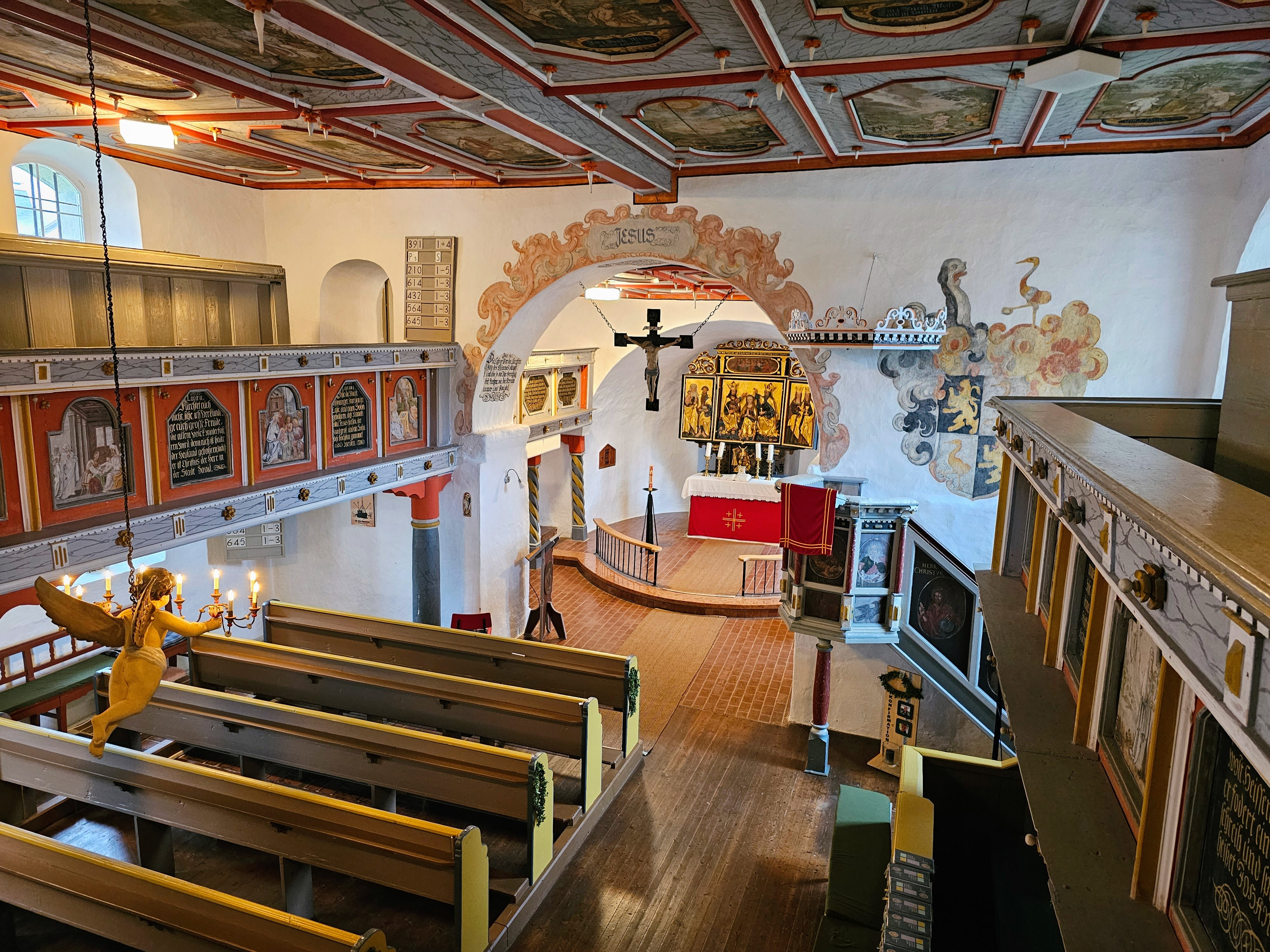
Innenraum (2023)

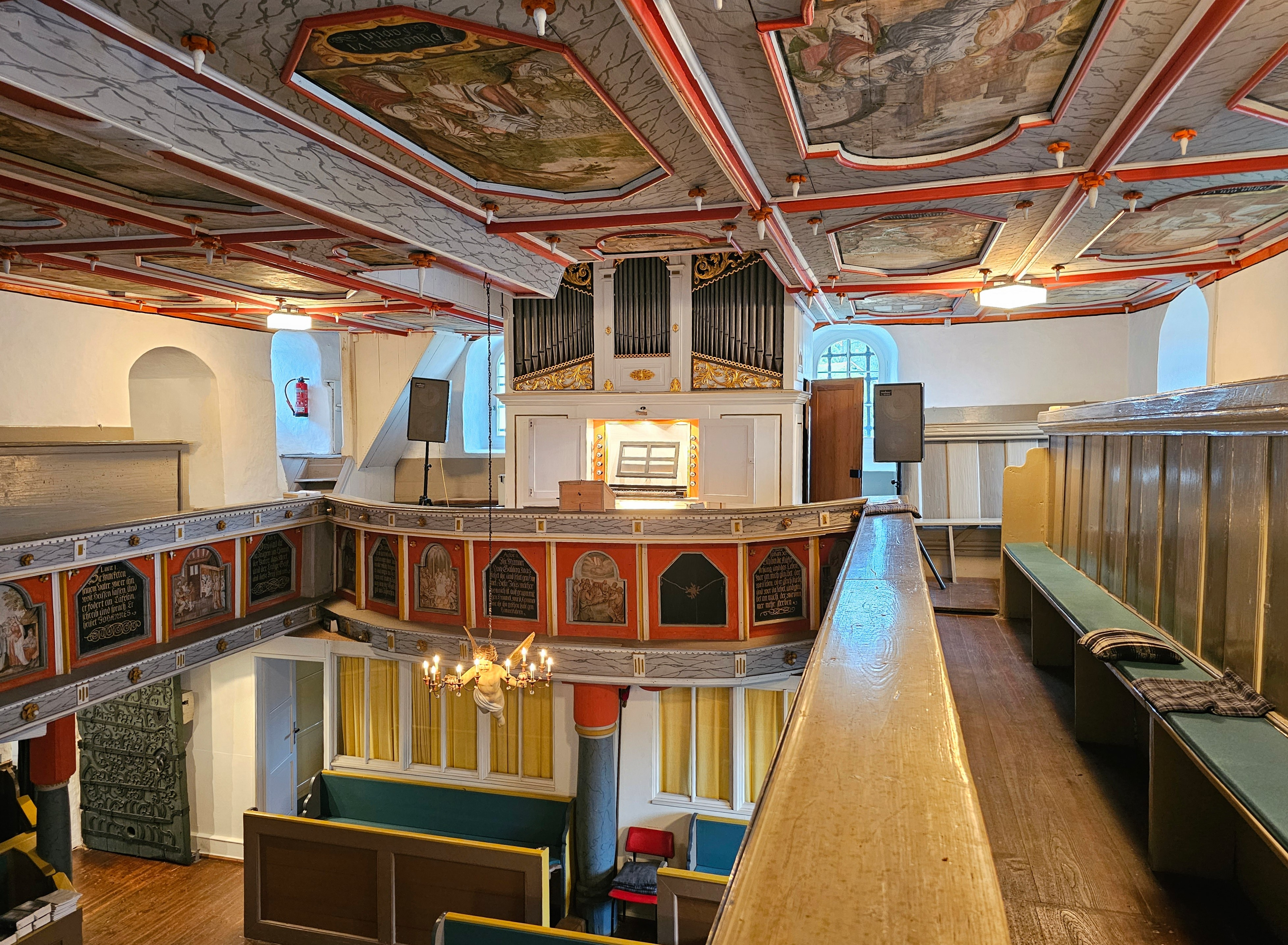
Innenraum, Blick zur Orgel

Die evangelische Dorfkirche St. Georg steht im Ortsteil Kulm hoch über der Stadt Saalburg der Gemeinde Saalburg-Ebersdorf im Saale-Orla-Kreis in Thüringen.

## Geschichte
Im Jahre 1223 wurde das Gotteshaus gegründet. Die Friedhofsmauer und Gitter sowie Eisenbeschläge an Türen und Fenstern erinnern an eine Wehrkirche. 1628, im Dreißigjährigen Krieg, befestigte man die Kirche zur Verteidigung. Ein Vorbau am Eingang wurde angebracht.

## Ausstattung
Das Kirchenschiff ist farblich gestaltet, aber ein streng wirkender Raum. An Decke und Emporen sind über 40 biblische Bilder gemalt, umgeben von einfacher Bemalung und kleinen Schnitzereien von Ornamenten und Blüten.
Eine Orgel wurde wohl um 1700 erbaut und laut einer Deckeninschrift 1812 von Johann Christoph Aumüller aus Hof vom Chorraum auf die Empore umgesetzt und dabei vermutlich erneuert. Dazu mussten vier Bilder weichen und die Decke aufgebrochen werden. Sie verfügt über neun Register, die sich auf ein Manual und das Pedal verteilen. Eine Überholung erfolgte 2009 durch Rösel & Hercher Orgelbau. Die Disposition lautet wie folgt:
| I Manual C–c3 |    |
| Flaut major   | 8′ |
| Bordun        | 8′ |
| Gambe         | 8′ |
| Principal     | 4′ |
| Flaut minor   | 4′ |
| Octave        | 2′ |
| Mixtur III    |    |

| Pedal C–c1 |     |
| Subbass    | 16′ |
| Violon     | 8′  |

- Koppel: I/P

Im Chorraum sind zwölf Bilder der Passionsgeschichte gewidmet.
In der Apsis steht ein kleiner Altarschrein mit der Krönung Mariens, der heiligen Anna selbdritt, Johannes der Täufer, Katharina und Barbara.
Rechts vom Triumphbogen steht die Kanzel.
Ursprünglich fanden Taufen in Saalburg statt, was sich als umständlich erwies. Daher stifteten Bürger 1684–1686 den Taufstein aus Alabaster und die Krone aus Holz.

## Besonderheiten
Der Beichtstuhl aus einer vergangenen Epoche wurde behalten. Die Gläubigen aus Wernsdorf kommen nach wie vor nach Kulm. Raila hat inzwischen eine eigene Kirche.